# فولتن (تنسی)
فولتن(به انگلیسی: South Fulton) شهری در ایالت تنسی کشور ایالات متحده آمریکا است که جمعیت آن در سرشماری سال ۲۰۱۰ میلادی، ۲٬۳۵۴ نفر بوده‌است.